# McLeod (Familienname)
McLeod ist ein englischer Familienname.

## Namensträger
- Aileen McLeod (* 1971), schottische Politikerin
- Bob McLeod (Cricketspieler) (1868–1907), australischer Cricketspieler
- Bob McLeod (Radsportler) (1913–1958), kanadischer Radsportler
- Bob McLeod (Footballspieler) (1938–2019), US-amerikanischer American-Football-Spieler
- Bob McLeod (Comiczeichner) (* 1951), US-amerikanischer Comiczeichner
- Bruce McLeod (1940–1996), neuseeländischer Rugby-Union-Spieler
- Candice McLeod (* 1996), jamaikanische Leichtathletin
- Carey McLeod (* 1998), jamaikanischer Leichtathlet
- Catherine McLeod (1921–1997), US-amerikanische Schauspielerin
- Clarence J. McLeod (1895–1959), US-amerikanischer Politiker
- Cody McLeod (* 1984), kanadischer Eishockeyspieler
- Cooper McLeod (* 2001), US-amerikanischer Eisschnellläufer
- Cynthia McLeod (* 1936), surinamische Schriftstellerin
- Donald McLeod (1882–1917), schottischer Fußballspieler
- Donnie McLeod (* 1955), schottischer Motorradrennfahrer
- Erin McLeod (* 1983), kanadische Fußballspielerin
- Fiona McLeod (* 1957), schottische Politikerin
- Gloria Negrete McLeod (* 1941), US-amerikanische Politikerin
- Herbert McLeod (1841–1923), britischer Chemiker
- Hugh McLeod (1932–2014), schottischer Rugby-Union-Spieler
- Hugh McLeod (Historiker) (* 1944), britischer Kirchenhistoriker
- Ian McLeod (Schiedsrichter) (1954–2017), südafrikanischer Fußballschiedsrichter
- Ian McLeod (Radsportler) (* 1980), südafrikanischer Radrennfahrer
- Jeanette McLeod (1946–2011), britische Jazzsängerin
- James E. McLeod (1944–2011), US-amerikanischer Germanist
- Jimmy McLeod (* 1937), kanadischer Eishockeytorwart
- John McLeod (Curler), britischer Curler
- John McLeod (Fußballspieler, 1866) (1866–1953), schottischer Fußballspieler
- John McLeod (Fußballspieler, 1912) (1912–??), schottischer Fußballspieler
- John McLeod (Basketballspieler) (* 1934), kanadischer Basketballspieler
- John McLeod (Komponist) (1934–2022), schottischer Komponist
- John Bryce McLeod (1929–2014), britischer Mathematiker
- Kenneth A. McLeod (1926–1962), Meteorologe, Namensgeber des McLeod Hill
- Kraig Noel-McLeod (* 1999), englisch-grenadischer Fußballspieler
- Laura McLeod-Katjirua (* 1960 oder 1961), namibische Politikerin und Regionalgouverneurin
- Mary Adelia McLeod (1938–2022), US-amerikanische Geistliche, Bischöfin der Episkopalkirche
- Mary McLeod Bethune (1875–1955), US-amerikanische Frauen- und Bürgerrechtlerin
- Matt McLeod (* 1996), kanadischer Eishockeyspieler
- Meghan McLeod, US-amerikanische Schauspielerin
- Michael McLeod (Politiker) (* 1959), kanadischer Politiker
- Michael McLeod (Eishockeyspieler) (* 1998), kanadischer Eishockeyspieler
- Mike McLeod (Michael James McLeod; * 1952), britischer Langstreckenläufer
- Neil McLeod (Politiker) (1842–1915), kanadischer Politiker
- Neil McLeod (Hockeyspieler) (* 1952), neuseeländischer Hockeyspieler
- Norman McLeod (Geistlicher) (1780–1866), schottischer Geistlicher und Kolonist
- Norman McLeod (Fußballspieler) (* 1938), kanadischer Fußballspieler
- Norman Z. McLeod (1898–1964), amerikanischer Filmregisseur
- Omar McLeod (* 1994), jamaikanischer Leichtathlet
- Pete McLeod (* 1984), kanadischer Kunstflugpilot
- Roderick McLeod (Offizier) (1905–1980), britischer General
- Rory McLeod (* 1971), englischer Snookerspieler
- Ryan McLeod (* 1999), kanadischer Eishockeyspieler
- Sandy McLeod, Filmproduzentin, Filmregisseurin, Dokumentarfilmerin und ehemalige Schauspielerin
- Sarah McLeod (* 1971), neuseeländische Schauspielerin
- Scott McLeod (* 1973), neuseeländischer Rugby-Union-Spieler
- Solly McLeod (* 2000), britischer Schauspieler
- Thomas McLeod (Seemann) (1873–1960), britischer Seemann und Antarktisreisender
- Thomas Gordon McLeod (1868–1932), US-amerikanischer Politiker
- Tommy McLeod (1920–1999), schottischer Fußballspieler
- Wes McLeod (* 1957), kanadischer Fußballspieler